# Ponerorchis tominagae
Ponerorchis tominagae là một loài thực vật có hoa trong họ Lan. Loài này được (Hayata) H.J.Su & J.J.Chen mô tả khoa học đầu tiên năm 2000.